# Morbid Reich
Morbid Reich treći je demoalbum poljskog death/thrash metal-sastava Vader. Diskografska kuća Carnage Records objavila ga je 15. studenoga 1990.
Morbid Reich je jedan od najprodavanijih demoalbuma u žanru heavy metala. Također je prvi Vaderov album koji postigao je svjetski uspjeh. Godine 2015. diskografska kuća Witching Hour Productions ponovno je objavila album.

## Popis pjesama
Tekstovi: Paweł Wasilewski, osim gdje je navedeno drugačije, glazba: Piotr "Peter" Wiwczarek.
| 1. | »From Beyond (Intro)« (instrumentalna skladba) | 1:03 |
| 2. | »Chaos«                                        | 4:27 |
| 3. | »Vicious Circle«                               | 2:48 |
| 4. | »Breath of Centuries«                          | 4:16 |

| Strana B | Strana B             | Strana B        | Strana B | Strana B | Strana B | Strana B | Strana B | Strana B | Strana B |
| Br.      | Skladba              | Tekstopisac     | Trajanje |          |          |          |          |          |          |
| -------- | -------------------- | --------------- | -------- | -------- | -------- | -------- | -------- | -------- | -------- |
| 5.       | »The Final Massacre« |                 | 4:20     |          |          |          |          |          |          |
| 6.       | »Reign-Carrion«      | Piotr Wiwczarek | 6:04     |          |          |          |          |          |          |
| 22:58    |                      |                 |          |          |          |          |          |          |          |

## Zasluge
Vader
- Docent – bubnjevi
- Peter – vokal, gitara
- Jackie – bas-gitara

Ostalo osoblje
- Włodzimierz Iliaszewicz – inženjer zvuka
- Ryszard Szmit – asistent inženjera zvuka
- Cezary "Czarek" Alonczyk – asistent inženjera zvuka
- Waldemar Bronakowski – fotografije
- Andrzej Włodarski – inženjer zvuka
- Robert Ganczarski – grafički dizajn
- Mariusz Kmiołek – produkcija, koncept naslovnici
- Jan Polakowski – dizajn